# 中山高速公路交流道列表

國道一號標誌

中山高速公路為中華民國第一條國道。1971年開工，1978年通車。全長374.3公里（汐五高架則為20.7公里，不包含其中），共有34個交流道（含端點）。隨著國道三號及各地快速公路通車，2017年10月時共有86座交流道（含高架道路交流道與端點），其中包括62座一般性交流道、17座系統交流道、3座出口匝道、5座高架轉接道與端點。
本表共分為交流道距離（里程）、交流道名稱、交流道形式、通車日、出口道路（包含聯絡地區）。交流道形式分為直接式、上下匝道、Y型、單葉型、多葉型、苜蓿葉型、鑽石型、喇叭型及複合型等。

## 北區
北區定義為交通部高速公路局北區養護工程分局之轄區，即基隆端－新竹系統交流道（南端）間。

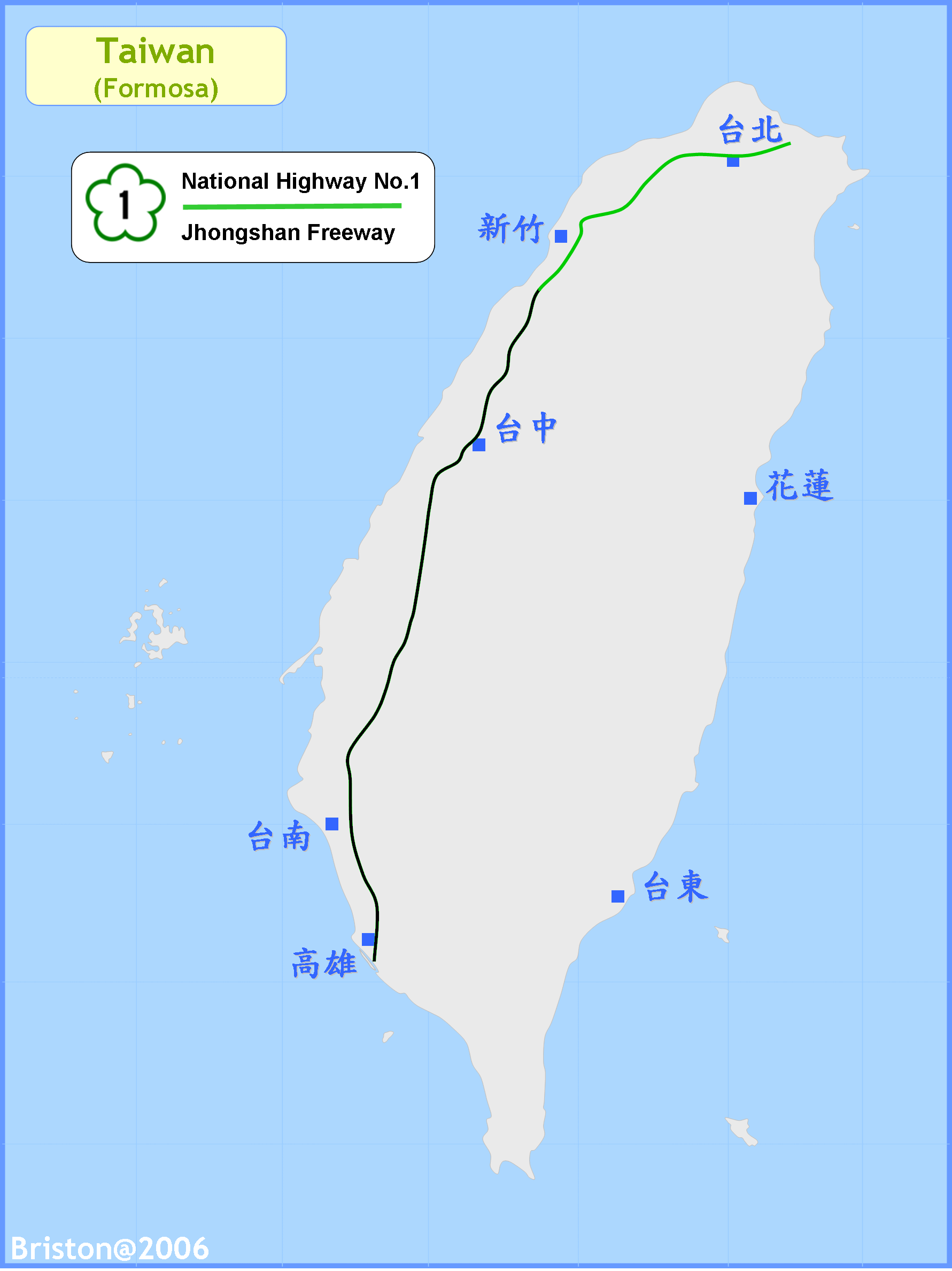
基隆端至新竹系統
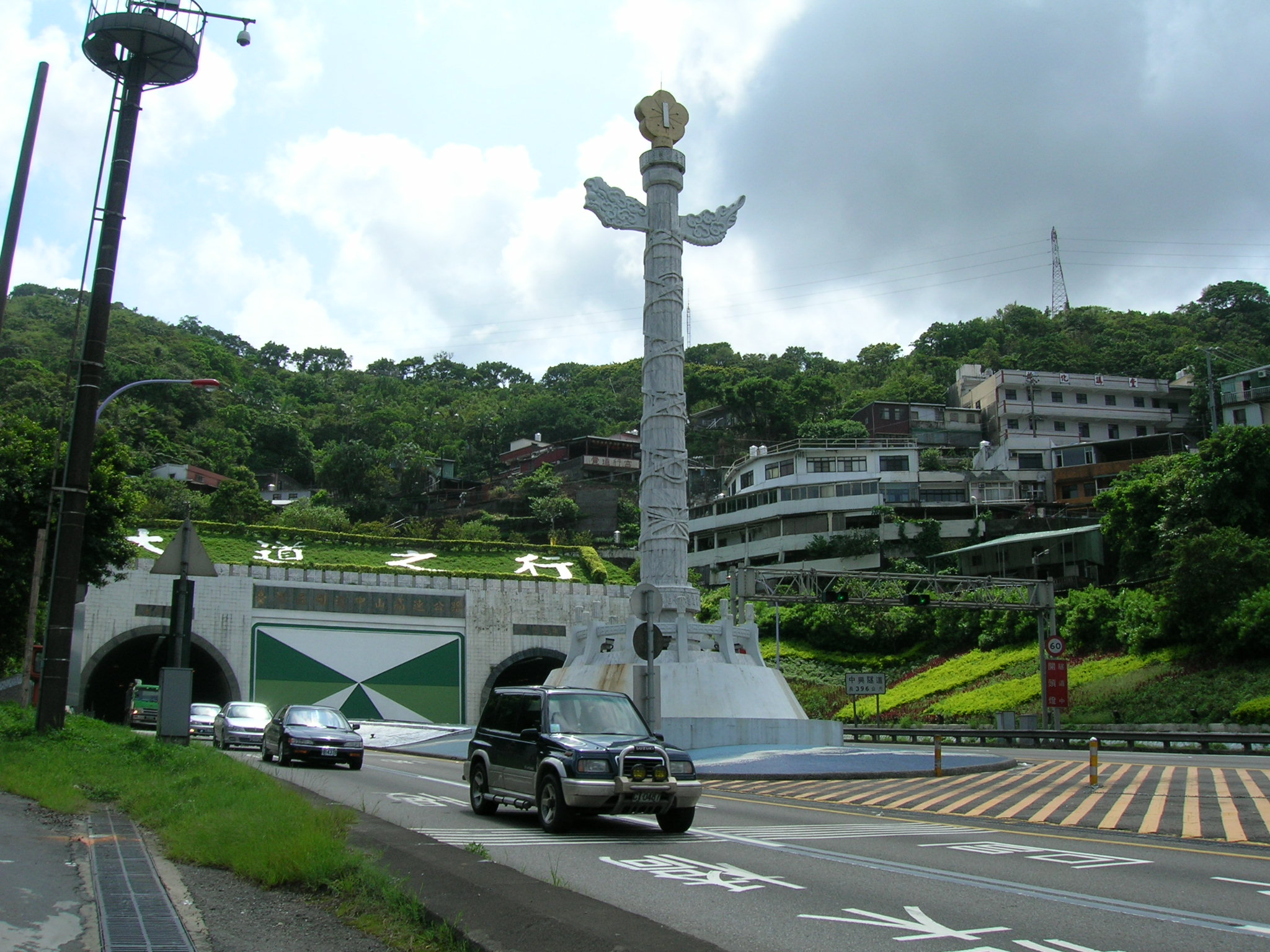
中山高速公路起點

| 國道一號北區路線設施里程一覽表           |                           |                           |                                  |                                                                   |                                                                 | |                                                                                           |                                 |
| 標誌                                     | 里程                      | 名稱                      | 順樁預告                         | 逆樁預告                                                          | 形式                                                            | 通車日 | 銜接道路 →聯絡地區                                                                        |                                 |
| 0                                        | 0.0                       | 基隆端                    | 高速公路起點                     | 基隆車站 基隆廟口夜市 東岸高架橋 濱海公路 西岸高架橋 高速公路終點 | 直接式(台2線) 半喇叭形(東岸高架) 半套Y形(西岸高架) 匝道(獅球嶺) | 1977年7月10日 | 台2線、西岸高架橋、東岸高架橋 · →仁愛區、中正區、中山區、基隆港、基隆車站、基隆廟口夜市   |                                 |
| 0.3 隧道 南下                            |                           |                           |                                  |                                                                   |                                                                 | |                                                                                           |                                 |
| 0.3 隧道 北上                            |                           |                           |                                  |                                                                   |                                                                 | |                                                                                           |                                 |
| 1                                        | 1.1                       | 基隆                      | 八堵 金山                        | 金山 八堵                                                         | 單葉型                                                          | 1977年7月10日 | 八德路、麥金路⇒國安路 →安樂區、暖暖區、金山區                                             |                                 |
| 2                                        | 2.6                       | 八堵                      | （僅北出南入）                   | 瑞芳 暖暖                                                         | 半套Y型                                                         | 1986年11月 | 台2丁線、台2丙線、 暖暖交流道 · →暖暖區、瑞芳區                                           |                                 |
| 5                                        | 5.9                       | 大華系統                  | （僅北出南入）                   | 萬里 瑞芳                                                         | Y型                                                             | 2011年7月31日 | 萬里瑞濱線                                                                                |                                 |
| 6                                        | 6.8                       | 五堵                      | 五堵                             | 五堵                                                              | 部分苜蓿葉A3型                                                  | 1977年7月10日 | 明德三路 →七堵區                                                                          |                                 |
| 9.0 地磅站                               |                           |                           |                                  |                                                                   |                                                                 | |                                                                                           |                                 |
| 10                                       | 10.5                      | 汐止                      | 汐止 高速公路                    | 汐止                                                              | 喇叭型                                                          | 1977年7月10日 2023年10月30日（康寧街銜接南入）                                                                                   | 台5甲線（大同路）、北29線、康寧街 · →汐止區                                               |                                 |
| 11                                       | 11.7                      | 汐止系統                  | （已在汐止交流道合併）           | 萬里 木柵                                                         | 環狀雙葉型                                                      | 1996年3月21日（北出南入） 2000年1月31日（南出) 2000年8月1日（北入）                                                              | 福爾摩沙高速公路                                                                          |                                 |
| 13                                       | 13.0 汐止五股高架道路起點 | 13.0 汐止五股高架道路起點 | 13.0 汐止五股高架道路起點        | 13.0 汐止五股高架道路起點                                         | 13.0 汐止五股高架道路起點                                       | 13.0 汐止五股高架道路起點 | 13.0 汐止五股高架道路起點                                                                 |                                 |
| 15                                       | 15.3                      | 東湖                      | （僅北出南入）                   | 康寧路                                                            | 半套鑽石型                                                      | 2000年7月29日 | 康寧路、經貿二路 →內湖區東湖、南港區                                                      |                                 |
| 17                                       | 17.0                      | 內湖                      | 南京東路（A） 成功路（B）        | 成功路                                                            | 半套Y型（銜接南京東路） 環島型（銜接成功路）                    | 1977年7月1日（北出南入） 1977年7月10日（南出北入）                                                                               | 成功路、南京東路 →內湖區內湖市區、南港區                                                  |                                 |
| 19.1                                     |                           |                           |                                  |                                                                   |                                                                 | |                                                                                           |                                 |
| 21.9                                     |                           |                           |                                  |                                                                   |                                                                 | |                                                                                           |                                 |
| 23                                       | 23.4                      | 圓山                      | 建國北路                         | 濱江街（A） 建國北路 松江路（B）                                  | 喇叭型                                                          | 1977年7月1日（南出北入） 1977年12月31日（北出南入） 1982年7月29日（銜接建國高架道路）                                            | 松江路、濱江街、建國高架道路 →中山區、松山區、大安區                                      |                                 |
| 23.8                                     |                           |                           |                                  |                                                                   |                                                                 | |                                                                                           |                                 |
| 25                                       | 25.4                      | 台北                      | 士林（A） 台北市區 （B）         | 重慶北路                                                          | 三葉型                                                          | 1976年10月10日（北出南入） 1977年12月31日（南出北入）                                                                            | 台2乙線（重慶北路） · →大同區、中正區、士林區                                             |                                 |
| 26.0                                     |                           |                           |                                  |                                                                   |                                                                 | |                                                                                           |                                 |
| 27                                       | 27.5                      | 三重                      | 三重                             | 三重                                                              | 喇叭型                                                          | 1974年7月29日（北出南入） 1976年10月10日（南出北入）                                                                             | 市道103號、市道104號 · →三重區、蘆洲區                                                    |                                 |
| 31.0                                     |                           |                           |                                  |                                                                   |                                                                 | |                                                                                           |                                 |
| 32                                       | 32.6 銜接汐止五股高架道路 | 32.6 銜接汐止五股高架道路 | 32.6 銜接汐止五股高架道路        | 32.6 銜接汐止五股高架道路                                         | 32.6 銜接汐止五股高架道路                                       | 32.6 銜接汐止五股高架道路 | 32.6 銜接汐止五股高架道路                                                                 |                                 |
| 33                                       | 33.3                      | 五股                      | 新莊 五股                        | 五股 新莊                                                         | 複合單葉型                                                      | 1986年2月1日（銜接） 預計2027年（銜接）                                                                                          | 市道107甲線、市道108號 · 五股二交流道、 五股端 · →五股區、新莊區、泰山區                  |                                 |
|                                          | 34.5                      | 高速公路局                | 高速公路局 國道公路警察局        | 高速公路局 國道公路警察局                                         | 簡易鑽石型                                                      | 待查 | 聯絡道路 →國道高速公路局、國道公路警察局                                                  |                                 |
| 35                                       | 35.8 銜接五股楊梅高架道路 | 35.8 銜接五股楊梅高架道路 | 35.8 銜接五股楊梅高架道路        | 35.8 銜接五股楊梅高架道路                                         | 35.8 銜接五股楊梅高架道路                                       | 35.8 銜接五股楊梅高架道路 | 35.8 銜接五股楊梅高架道路                                                                 |                                 |
| 41                                       | 41.6                      | 林口                      | 龜山 林口（A） 龜山 林口（B）    | 林口 龜山（A） 林口 龜山（B）                                     | 雙鑽石型(集散道連結) A南出北入半直接式匝道(施工中)              | 1974年7月29日 預計2025年（A出口南出北入立體化）                                                                                  | 市道105號、文化北路、忠義路 · →林口區、龜山區                                             |                                 |
|                                          | 47.6                      | 桃園系統                  |                                  |                                                                   | 環狀型                                                          | 2029年 | 桃園航空城北側聯外高速公路                                                                | 桃園航空城北側聯外高速公路      |
| 49                                       | 49.3                      | 桃園                      | 桃園 南崁 蘆竹                   | 南崁 桃園（A） 蘆竹 桃園（B）                                     | 部分苜蓿葉A4型（銜接） 複合鑽石型（銜接中正北路、）             | 1974年7月29日（銜接） 2013年11月27日（南出北入銜接中正北路） 2022年1月25日（銜接）                                               | 台4線、桃17線、中正北路 · →桃園區、蘆竹區蘆竹市區＆南崁                                   |                                 |
| 52                                       | 52.7                      | 機場系統                  | 桃園 大園 桃園機場               | 大園 桃園機場 桃園                                                | 環狀雙葉型                                                      | 1980年11月（銜接東出西入） 1997年8月24日（銜接西出東入）                                                                         | 桃園環線                                                                                  |                                 |
| 55.0 服務區 設置龍林街出口通道，通往大竹 |                           |                           |                                  |                                                                   |                                                                 | |                                                                                           |                                 |
| 57                                       | 57.6                      | 內壢                      | 大園 中壢                        | 大園 中壢                                                         | 喇叭型                                                          | 1974年7月29日（南出北入） 1975年11月10日（北出南入）                                                                             | 市道110甲線（中園路） · →中壢區內壢、大園區、中壢產業園區                                 |                                 |
| 59                                       | 59.7 銜接五股楊梅高架道路 | 59.7 銜接五股楊梅高架道路 | 59.7 銜接五股楊梅高架道路        | 59.7 銜接五股楊梅高架道路                                         | 59.7 銜接五股楊梅高架道路                                       | 59.7 銜接五股楊梅高架道路 | 59.7 銜接五股楊梅高架道路                                                                 |                                 |
| 62                                       | 62.6                      | 中壢                      | 中壢 平鎮 新屋                   | 新屋 中壢 平鎮                                                    | 單葉型                                                          | 1975年11月10日 | 市道114號（民族路） · →中壢區、平鎮區、新屋區                                             |                                 |
| 65                                       | 65.4                      | 平鎮系統                  | 大溪 觀音                        | 觀音 大溪                                                         | 苜蓿葉型                                                        | 2001年1月20日 | 觀音大溪線、台1線                                                                         |                                 |
| 67                                       | 67.5                      | 幼獅                      | 幼獅產業園區                     | 幼獅產業園區                                                      | 單點鑽石型                                                      | 1975年11月10日 2018年11月30日（改建）                                                                                            | 青年路 →楊梅區埔心、幼獅產業園區                                                          |                                 |
| 69                                       | 69.3                      | 楊梅                      | 埔心 楊梅                        | 楊梅 埔心                                                         | 部份苜蓿葉A4型                                                  | 1975年11月10日（南出北入） 1977年12月31日（北出南入）                                                                            | 台1線 · →楊梅區楊梅市區＆埔心                                                             |                                 |
| 71                                       | 71.0 五股楊梅高架道路終點 | 71.0 五股楊梅高架道路終點 | 71.0 五股楊梅高架道路終點        | 71.0 五股楊梅高架道路終點                                         | 71.0 五股楊梅高架道路終點                                       | 71.0 五股楊梅高架道路終點 | 71.0 五股楊梅高架道路終點                                                                 |                                 |
|                                          | 75.9                      | 湖口第二                  |                                  |                                                                   | Y型                                                             | 審議中 | 台1線 · →湖口鄉長安、楊梅區崩坡                                                           | 台1線 · →湖口鄉長安、楊梅區崩坡 |
| 83                                       | 83.7                      | 湖口                      | 湖口 新豐 新竹產業園區           | 新豐 湖口 新竹產業園區                                            | 鑽石型                                                          | 1983年5月 | 竹9線（光華路） · →湖口鄉老湖口、新豐鄉、新竹產業園區                                     |                                 |
| 86.5 服務區                              |                           |                           |                                  |                                                                   |                                                                 | |                                                                                           |                                 |
| 87.8                                     |                           |                           |                                  |                                                                   |                                                                 | |                                                                                           |                                 |
| 91                                       | 91.2                      | 竹北                      | 芎林 竹北                        | 竹北 芎林                                                         | 鑽石型                                                          | 1996年9月15日 規劃中（興隆路北出）                                                                                               | 縣道120號（光明六路） · →竹北市、芎林鄉、高鐵新竹站                                       |                                 |
| 92.2                                     |                           |                           |                                  |                                                                   |                                                                 | |                                                                                           |                                 |
| 95                                       | 95.6                      | 新竹                      | 竹東 新竹（A） 新竹科學園區（B） | 新竹 竹東（A） 新竹科學園區（B）                                  | 複合型                                                          | 1977年12月31日（南出北入銜接） 1978年7月1日（北出南入銜接） 2002年9月13日（銜接公道五路） 2002年11月27日（銜接新安路、園區二路） | 公道五路、縣道117號／縣道122號（光復路） · 新安路、園區二路 · →東區、竹東鎮、新竹科學園區 |                                 |
| 99                                       | 99.6                      | 新竹系統                  | 台中 竹南（A） 台北 竹東（B）    | 後龍 竹南（A） 台北 竹東（B）                                     | 環狀雙葉型                                                      | 1993年8月28日（南出北入） 1996年2月14日（北出南入）                                                                              | 福爾摩沙高速公路                                                                          |                                 |
| （續：頭份交流道）                       |                           |                           |                                  |                                                                   |                                                                 | |                                                                                           |                                 |

## 中區
中區定義為交通部高速公路局中區養護工程分局之轄區，即新竹系統交流道（南端）－大林交流道（南端）間。

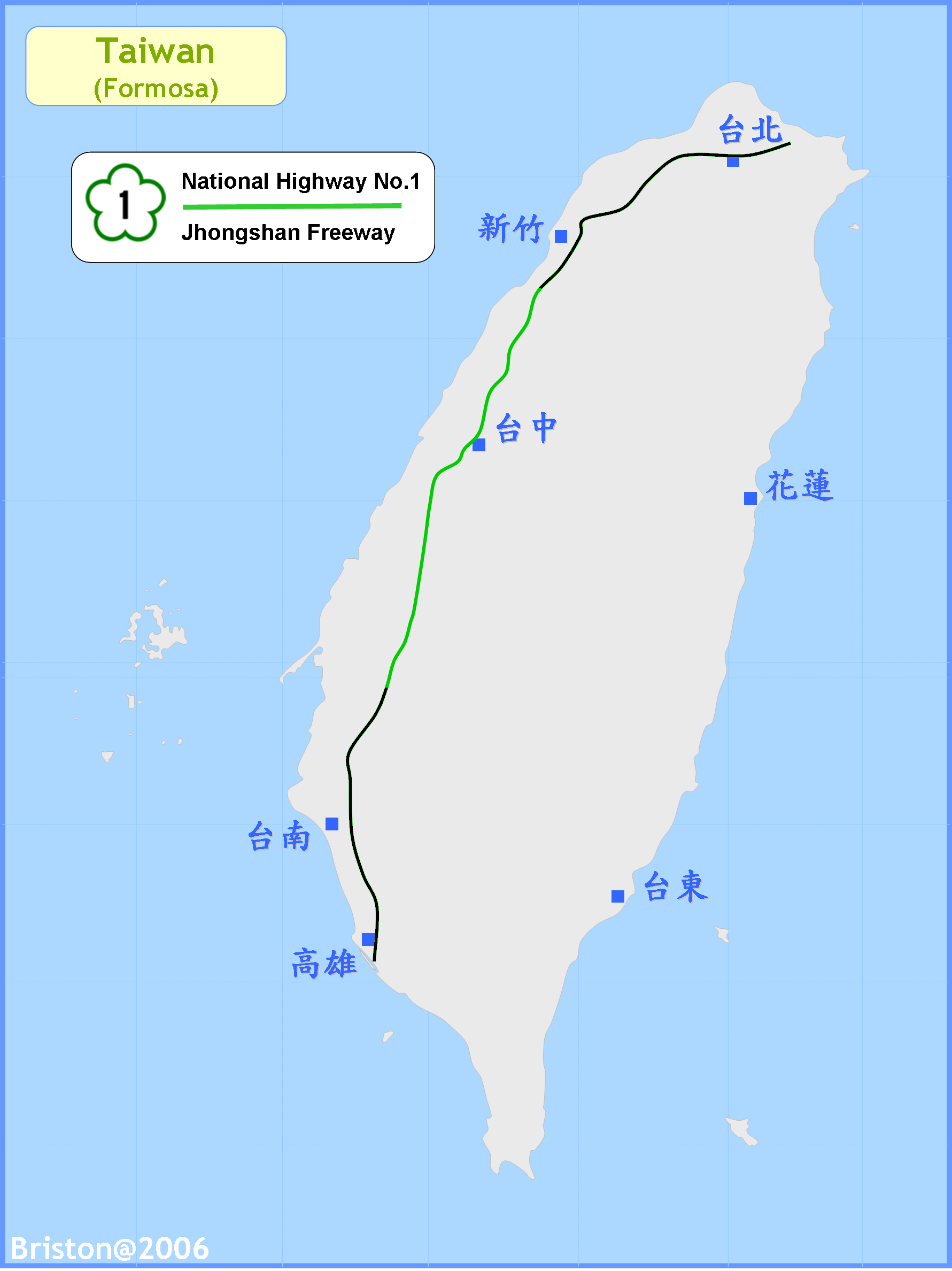
新竹系統至大林
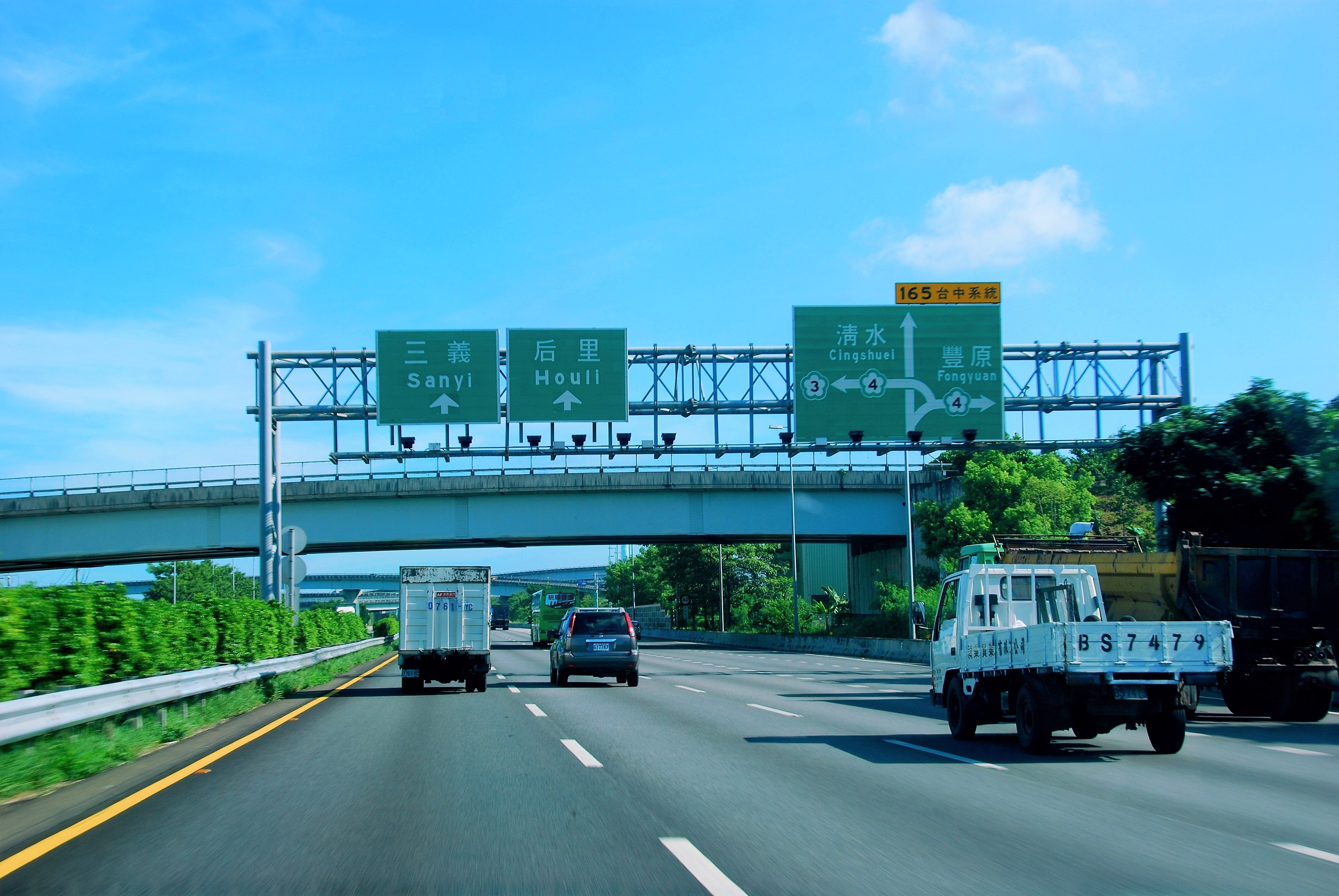
台中系統交流道

| 國道一號中區路線設施里程一覽表 |       |          |                     |                     |                                                 |                                                           | |                             |
| 標誌                           | 里程  | 名稱     | 順樁預告            | 逆樁預告            | 形式                                            | 通車日                                                    | 銜接道路 →聯絡地區                                                                                              |                             |
| （承：新竹系統交流道）         |       |          |                     |                     |                                                 |                                                           | |                             |
| 110                            | 110.4 | 頭份     | 三灣 頭份           | 頭份 三灣           | 三葉型（銜接） 半套單點鑽石型（銜接頭份聯絡道） | 1978年7月1日（銜接） 規劃中（銜接頭份聯絡道）             | 縣道124甲線⇒台1線、縣道124號 · 頭份聯絡道⇒台1線、科東二路、興隆路 · →頭份市、三灣鄉、獅頭山風景區、頭份產業園區 |                             |
| 114.8                          |       |          |                     |                     |                                                 |                                                           | |                             |
| 117 地磅站                     |       |          |                     |                     |                                                 |                                                           | |                             |
|                                | 118   | 造橋     |                     |                     | 半套鑽石型                                      | 規劃中                                                    | 苗14線 · →造橋鄉                                                                                                | 苗14線 · →造橋鄉            |
| 125                            | 125.8 | 頭屋     | 造橋 頭屋           | 頭屋 造橋           | 喇叭型                                          | 2013年8月2日                                              | 台13線⇒ 頭屋一交流道、縣道126號 · →頭屋鄉、苗栗市、造橋鄉、明德水庫                                             |                             |
| 132                            | 132.6 | 苗栗     | 公館 苗栗           | 苗栗 公館           | 單葉型                                          | 1978年7月1日                                              | 台6線⇒ 公館交流道 · →公館鄉、苗栗市、雪霸國家公園                                                               |                             |
| 136.2                          |       |          |                     |                     |                                                 |                                                           | |                             |
| 140                            | 140.8 | 銅鑼     | 銅鑼 銅鑼科學園區   | 銅鑼科學園區 銅鑼   | 單點鑽石型                                      | 2012年11月21日（往銅鑼科園） 2017年10月27日（往銅鑼市區） | 銅鑼灣大道⇒台13線、縣道119號 · →銅鑼鄉、銅鑼產業園區、銅鑼科學園區                                              |                             |
| 150                            | 150.3 | 三義     | 三義                | 三義                | 單葉型                                          | 1983年1月                                                 | 苗51線⇒台13線 · →三義鄉、西湖渡假村                                                                             |                             |
| 154.6                          |       |          |                     |                     |                                                 |                                                           | |                             |
| 155.4                          |       |          |                     |                     |                                                 |                                                           | |                             |
| 158.6 服務區                   |       |          |                     |                     |                                                 |                                                           | |                             |
| 160                            | 160.5 | 后里     | 后里 外埔           | 外埔 后里           | 匝道（銜接） Y型（銜接月眉東路）                | 2002年12月27日                                            | 市道132號（甲后路）、月眉東路 · →后里區、外埔區、月眉糖廠、麗寶樂園                                             |                             |
| 162 地磅站                     |       |          |                     |                     |                                                 |                                                           | |                             |
| 164.0                          |       |          |                     |                     |                                                 |                                                           | |                             |
| 165                            | 165.6 | 台中系統 | 豐原 清水           | 清水 豐原           | 雙葉型                                          | 2001年11月16日                                            | 台中環線 |                             |
| 168                            | 168.3 | 豐原     | 豐原 神岡           | 神岡 豐原           | 喇叭型                                          | 1977年12月31日（北出南入） 1978年7月1日（南出北入）       | 台10線（中山路） · →豐原區、神岡區、大雅區                                                                      |                             |
| 172                            | 172.8 | 大雅系統 | 潭子 南屯           | （僅南出北入）      | Y型                                             | 2024年5月13日                                             | 快官霧峰線（北屯二交流道）                                                                                      |                             |
| 174                            | 174.3 | 大雅     | 中清路              | 中清路              | 三葉型                                          | 1977年12月31日                                            | 大雅聯絡道⇒台1乙線（中清路）、 · →北屯區、大雅區、台中國際機場                                                  |                             |
| 178                            | 178.5 | 台中     | 臺灣大道            | 臺灣大道            | 雙葉型                                          | 1977年12月31日（南出北入） 1978年7月1日（北出南入）       | 台12線（臺灣大道） · →西屯區朝馬、沙鹿區、台中科學園區                                                          |                             |
| 179.3                          |       |          |                     |                     |                                                 |                                                           | |                             |
| 181                            | 181.4 | 南屯     | 五權西路            | 五權西路            | 三葉型                                          | 2001年1月1日                                              | 市道136號（五權西路）、 南屯二交流道 · →南屯區、龍井區、台中產業園區                                            |                             |
| 189                            | 189.5 | 王田     | 烏日 大肚           | 大肚 烏日           | 喇叭型                                          | 1978年7月1日（南出北入） 1978年10月31日（北出南入）       | 台1線（沙田路）⇒台1乙線（中山路） · →大肚區王田＆大肚市區、烏日區、高鐵台中站                                   |                             |
| 191.2                          |       |          |                     |                     |                                                 |                                                           | |                             |
| 192                            | 192.6 | 彰化系統 | 南投 大甲           | 大甲 南投           | 雙Y型                                           | 2004年1月11日                                             | 福爾摩沙高速公路                                                                                                |                             |
|                                | 195   | 彰化第二 |                     |                     | 半套簡易鑽石型                                  | 規劃中                                                    | 縣道134號 · →彰化市、和美鎮                                                                                     | 縣道134號 · →彰化市、和美鎮 |
| 198                            | 198.5 | 彰化     | 彰化 鹿港           | 鹿港 彰化           | 鑽石型                                          | 1978年10月31日                                            | 台19線⇒縣道142號 · →彰化市、鹿港鎮、秀水鄉、福興鄉、彰化濱海產業園區                                            |                             |
| 207                            | 207.9 | 埔鹽系統 | 員林 草屯 福興 埔鹽 | 福興 埔鹽 員林 草屯 | 環狀雙葉型                                      | 1998年12月25日                                            | 芳苑草屯線 |                             |
| 211                            | 211.2 | 員林     | 埔心 員林 溪湖      | 溪湖 埔心 員林      | 部份苜蓿葉AB4型                                 | 1978年10月31日                                            | 縣道148號 · →員林市、溪湖鎮、埔心鄉                                                                             |                             |
| 218 地磅站                     |       |          |                     |                     |                                                 |                                                           | |                             |
| 220                            | 220.1 | 北斗     | 北斗 埤頭           | 埤頭 北斗           | 部份苜蓿葉AB2型                                 | 2001年8月8日                                              | 縣道150號 · →北斗鎮、埤頭鄉、溪州鄉、二林鎮、田中鎮、高鐵彰化站                                                 |                             |
| 227.4                          |       |          |                     |                     |                                                 |                                                           | |                             |
| 229.6 服務區                   |       |          |                     |                     |                                                 |                                                           | |                             |
| 230                            | 230.6 | 西螺     | 莿桐 西螺           | 西螺 莿桐           | 單葉型                                          | 1982年7月                                                 | 台1線 · →西螺鎮、莿桐鄉                                                                                         |                             |
| 235                            | 235.8 | 虎尾     | 斗六 虎尾           | 虎尾 斗六           | 鑽石型                                          | 2012年4月21日                                             | 縣道145乙線⇒縣道145號、台1線、台1丁線 · →虎尾鎮、斗六市、高鐵雲林站                                             |                             |
| 239.2                          |       |          |                     |                     |                                                 |                                                           | |                             |
| 240                            | 240.6 | 斗南     | 斗南 虎尾           | 虎尾 斗南           | 部份苜蓿葉A4型                                  | 1978年10月31日                                            | 縣道158號⇒台1線 · →虎尾鎮、斗南鎮                                                                               |                             |
| 243                            | 243.8 | 雲林系統 | 古坑 土庫           | 土庫 古坑           | 苜蓿葉型                                        | 2004年1月12日                                             | 台西古坑線 |                             |
| 246.6 地磅站 僅北上設置        |       |          |                     |                     |                                                 |                                                           | |                             |
| 250                            | 250.7 | 大林     | 大林 溪口           | 溪口 大林           | 鑽石型                                          | 1992年7月22日                                             | 縣道162號 · →溪口鄉、大林鎮                                                                                     |                             |
| （續：民雄交流道）             |       |          |                     |                     |                                                 |                                                           | |                             |

## 南區
南區定義為交通部高速公路局南區養護工程分局之轄區，即大林交流道（南端）－高雄端間。

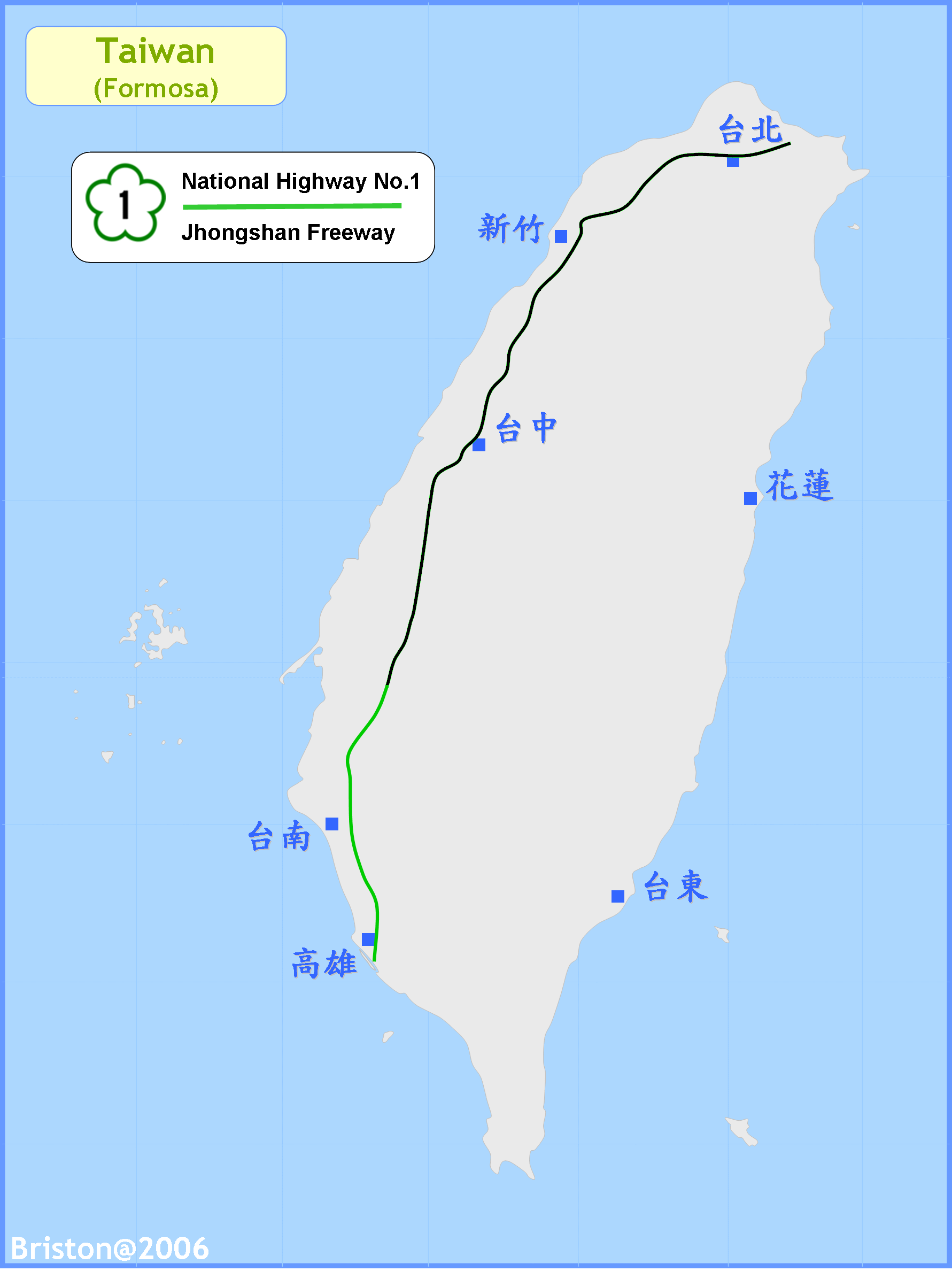
大林交流道至高雄端
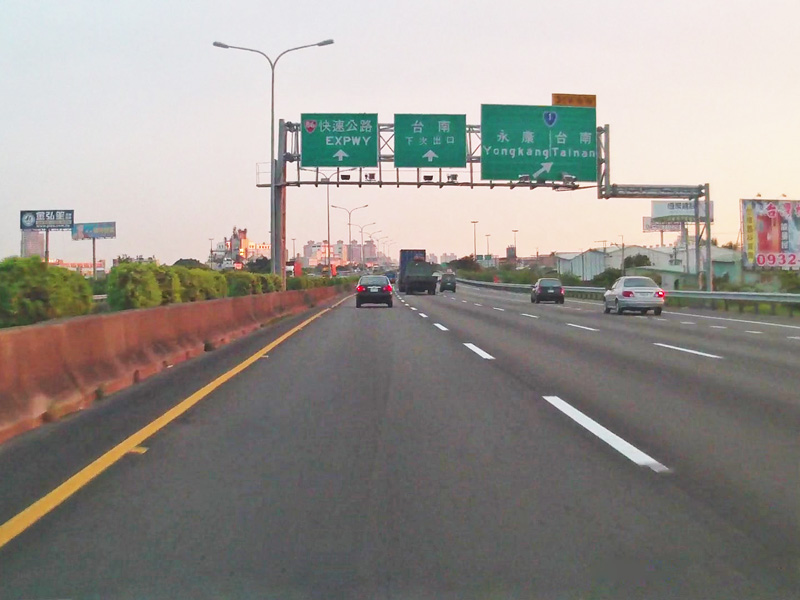
永康交流道
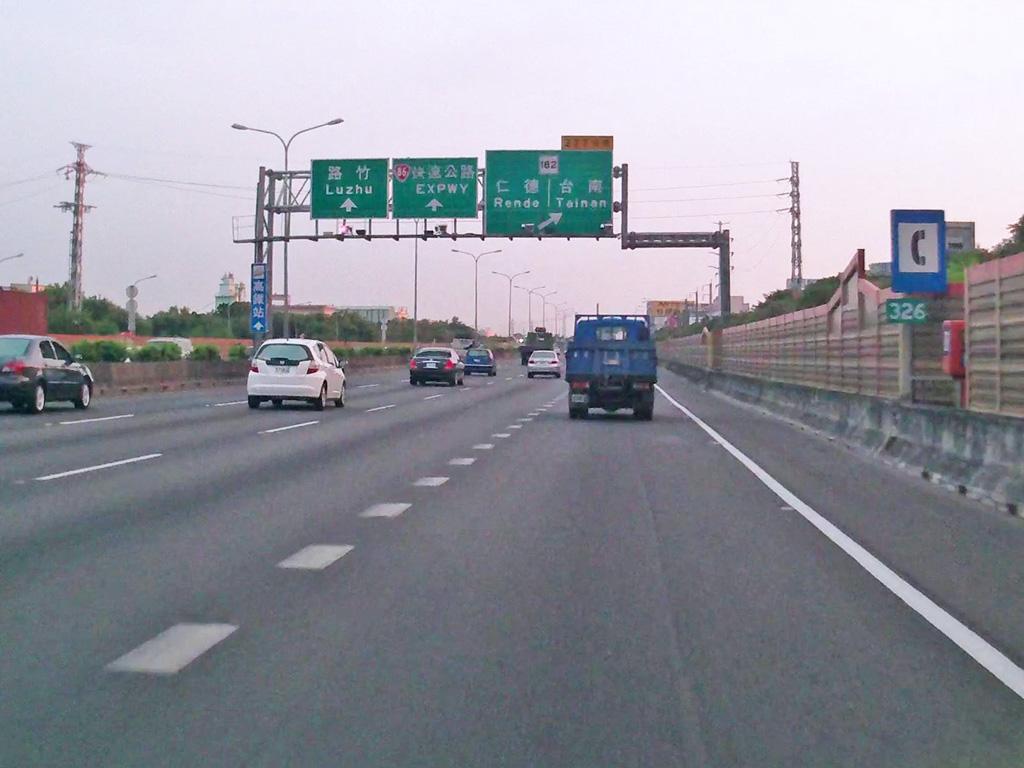
仁德交流道
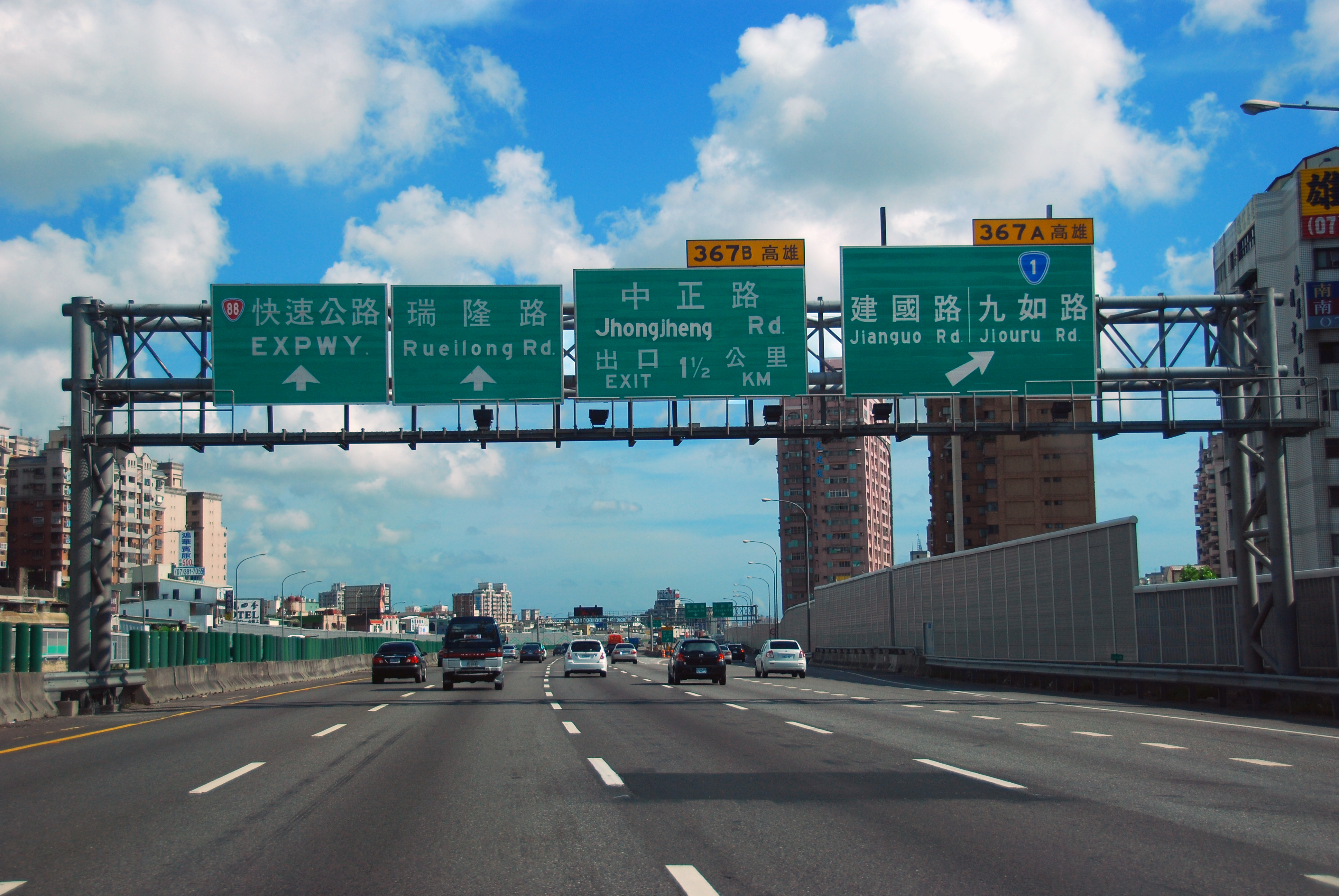
高雄九如路交流道
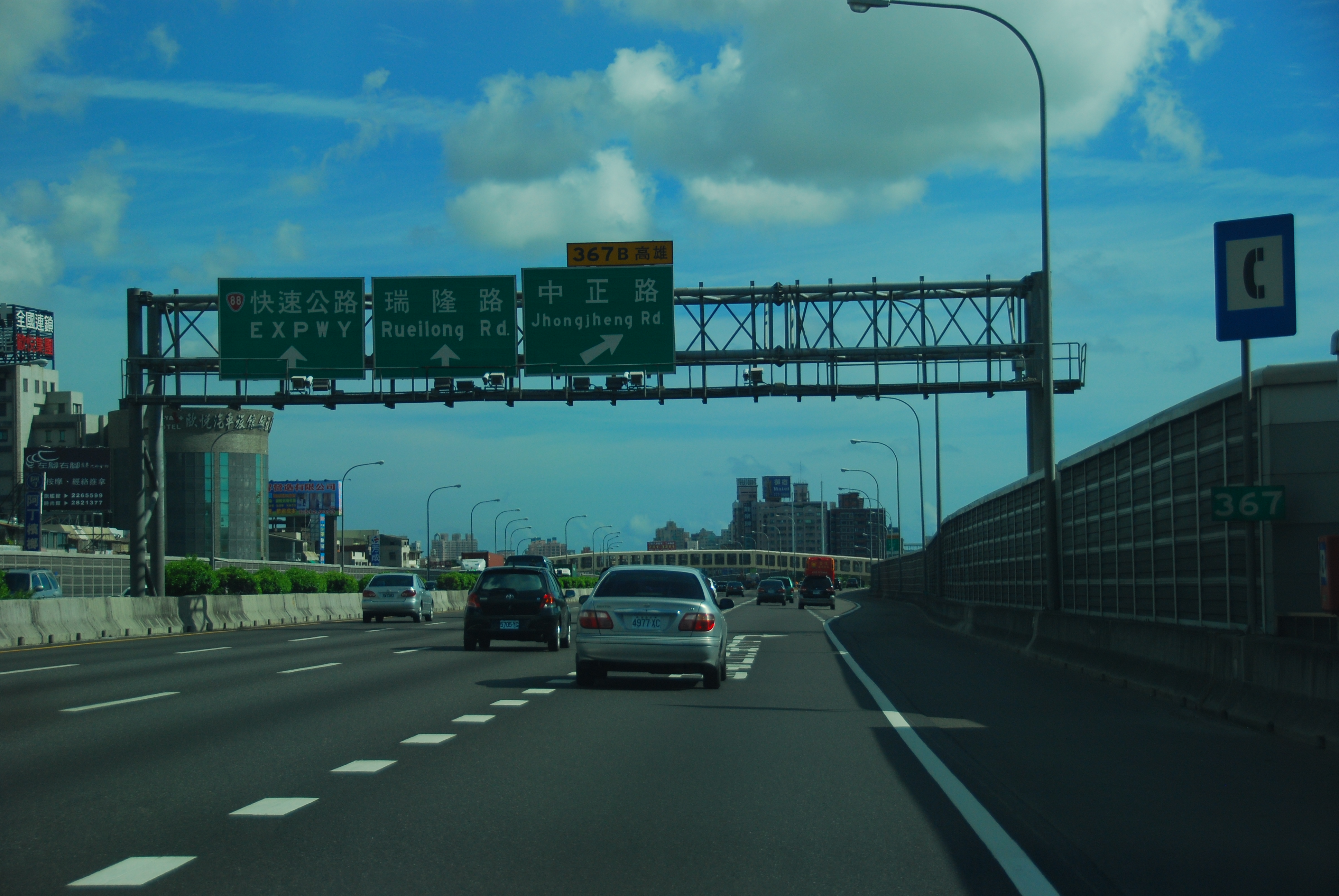
高雄中正路交流道

| 國道一號南區路線設施里程一覽表                  |       |          |                                                                    |                                  |                                                                                       | | |                                       |
| 標誌                                            | 里程  | 名稱     | 順樁預告                                                           | 逆樁預告                         | 形式                                                                                  | 通車日                                                                                             | 銜接道路 →聯絡地區                                                                                       |                                       |
| （承：大林交流道）                              |       |          |                                                                    |                                  |                                                                                       | | |                                       |
| 257                                             | 257.9 | 民雄     | 民雄 新港                                                          | 新港 民雄                        | 鑽石型                                                                                | 2011年12月23日                                                                                     | 縣道164號 · →民雄鄉、新港鄉、北港鎮                                                                      |                                       |
| 262.1                                           |       |          |                                                                    |                                  |                                                                                       | | |                                       |
| 264                                             | 264.9 | 嘉義     | 嘉義 新港 北港                                                     | 新港 北港 嘉義                   | 苜蓿葉型                                                                              | 1978年9月1日（北出南入） 1978年10月31日（南出北入）                                                | 縣道159號（北港路） · →西區、新港鄉、北港鎮、嘉太產業園區                                                |                                       |
| 270                                             | 270.5 | 水上     | 水上 朴子                                                          | 朴子 水上                        | 鑽石型                                                                                | 1983年12月30日                                                                                     | 縣道168號 · →水上鄉、太保市、朴子市、高鐵嘉義站、嘉義機場、故宮南院                                      |                                       |
| 272                                             | 272.7 | 嘉義系統 | 水上 東石                                                          | 東石 水上                        | 苜蓿葉型                                                                              | 2002年4月3日                                                                                       | 東石嘉義線                                                                                               |                                       |
| 275.4                                           |       |          |                                                                    |                                  |                                                                                       | | |                                       |
| 280 地磅站                                      |       |          |                                                                    |                                  |                                                                                       | | |                                       |
| 284.2 服務區 設置雙向通道，通往後壁、新營、鹽水 |       |          |                                                                    |                                  |                                                                                       | | |                                       |
| 288                                             | 288.6 | 新營     | 新營 鹽水                                                          | 鹽水 新營                        | 苜蓿葉型                                                                              | 1978年9月1日                                                                                       | 市道172號 · →鹽水區、新營區、新營產業園區                                                                |                                       |
| 294.3                                           |       |          |                                                                    |                                  |                                                                                       | | |                                       |
| 299                                             | 299.7 | 下營系統 | 玉井 北門                                                          | 北門 玉井                        | 苜蓿葉型                                                                              | 2011年10月2日（西出東入） 2013年10月20日（東出西入）                                               | 北門玉井線                                                                                               |                                       |
| 303                                             | 303.7 | 麻豆     | 麻豆 佳里                                                          | 佳里 麻豆                        | 單葉型                                                                                | 1978年9月1日                                                                                       | 市道176號 · →佳里區、麻豆區                                                                              |                                       |
| 309.2                                           |       |          |                                                                    |                                  |                                                                                       | | |                                       |
| 311                                             | 311.1 | 安定     | 善化 安定                                                          | 安定 善化                        | 鑽石型                                                                                | 2000年7月18日                                                                                      | 市道178號 · →安定區、善化區、臺南科學園區                                                                |                                       |
| 313 地磅站                                      |       |          |                                                                    |                                  |                                                                                       | | |                                       |
| 315                                             | 315.5 | 台南系統 | 新化 安南                                                          | 安南 新化                        | 雙葉型                                                                                | 1999年8月16日                                                                                      | 台南支線                                                                                                 |                                       |
| 316.2                                           |       |          |                                                                    |                                  |                                                                                       | | |                                       |
|                                                 | 317   | 大洲     |                                                                    |                                  | 半套Y型                                                                               | 預計2026年                                                                                         | 臺南都會區北外環道路 →安南區、永康區                                                                     | 臺南都會區北外環道路 →安南區、永康區  |
| 317.6                                           |       |          |                                                                    |                                  |                                                                                       | | |                                       |
| 319                                             | 319.6 | 永康     | 永康 台南市北區                                                    | 台南市北區 永康                  | 三葉型                                                                                | 1978年9月1日                                                                                       | 台1線（中正北路） · →永康區蔦松＆鹽行、北區、安南區和順、永康產業園區                                    |                                       |
| 324                                             | 324.4 | 大灣     | 大灣 台南市東區                                                    | （僅南出北入）                   | 半套鑽石型                                                                            | 2015年12月30日（北入） 2016年7月6日（南出）                                                        | 市道180號（復興路） · →永康區大灣、東區                                                                  |                                       |
| 327                                             | 327.4 | 仁德     | 仁德 台南市東區                                                    | 裕農路（A） 台南市東區 仁德（B） | 鑽石型                                                                                | 1977年7月1日（北出南入） 1978年9月1日（南出北入） 2017年1月26日（北出銜接裕農路）                  | 市道182號（24東門路⇔中山路） · 裕農路 · →仁德區、東區、歸仁區                                            |                                       |
| 330                                             | 330.7 | 仁德系統 | 關廟 台南                                                          | 台南 關廟                        | 雙葉型                                                                                | 2004年5月19日                                                                                      | 台南關廟線                                                                                               |                                       |
| 335.1 服務區                                    |       |          |                                                                    |                                  |                                                                                       | | |                                       |
| 336.1                                           |       |          |                                                                    |                                  |                                                                                       | | |                                       |
| 338                                             | 338.3 | 路竹     | 阿蓮 路竹                                                          | 路竹 阿蓮                        | 單葉型                                                                                | 1977年7月1日                                                                                       | 台28線（環球路） · →路竹區、阿蓮區、湖內區                                                               |                                       |
| 342                                             | 342.1 | 高科     | 高雄科學園區                                                       | 高雄科學園區                     | 半套苜蓿葉型                                                                          | 2009年3月3日                                                                                       | 高科聯絡道⇒台1線（中山南路） · →路竹區、永安區、高雄科學園區                                             |                                       |
|                                                 | 345   | 岡山第二 |                                                                    |                                  | 鑽石型 ＋ 北出半直接式匝道                                                            | 預計2026年                                                                                         | 高28線（嘉新東路）⇒台19甲線 · →岡山區                                                                    | 高28線（嘉新東路）⇒台19甲線 · →岡山區 |
| 346 地磅站                                      |       |          |                                                                    |                                  |                                                                                       | | |                                       |
| 349                                             | 349.4 | 岡山     | 燕巢 岡山                                                          | 岡山 燕巢                        | 單葉型                                                                                | 1977年7月1日 規劃中（銜接橋科）                                                                    | 市道186號（介壽東路） · 橋頭科學園區1-2計畫道路 · →燕巢區、岡山區、橋頭區                                |                                       |
| 356                                             | 356.2 | 楠梓     | 大社 楠梓                                                          | 楠梓 仁武                        | 分離式鑽石型                                                                          | 1977年7月1日                                                                                       | 台22線（旗楠路） · 市道183號（鳳楠路） · 興楠路 · 楠陽路 · →楠梓區、大社區、仁武區                       |                                       |
|                                                 |       | 高雄系統 |                                                                    |                                  | 規劃中                                                                                | 2032年                                                                                             | 高屏第二東西向快速公路                                                                                   | 高屏第二東西向快速公路                |
| 362                                             | 362.4 | 鼎金系統 | 旗山 左營                                                          | 左營 高鐵站 仁武 旗山            | 雙葉型                                                                                | 1999年11月14日 2015年6月17日（南出銜接鼎力路）                                                     | 高雄支線⇒高雄都會區快速道路 · 台1線（民族一路） · 鼎力路、高55線（仁雄路）                               |                                       |
| 367                                             | 367.4 | 高雄     | 建國一路 九如一路（A） 中正一路（B）                               | 中正一路（B） 三多一路（C）      | 複合鑽石型                                                                            | 1977年7月1日                                                                                       | 台1線（九如一路） · 台1戊線（建國一路） · 中正一路 · 三多一路 · →三民區、苓雅區、鳳山區鳳山市區          |                                       |
| 369                                             | 369.6 | 瑞隆路   | 瑞隆東路                                                           | （僅南下出口）                   | 匝道                                                                                  | 2003年1月10日                                                                                      | 高69-1線（瑞隆東路） · →前鎮區、鳳山區七老爺                                                             |                                       |
| 370                                             | 370.4 | 五甲系統 | 屏東                                                               | （僅南出北入）                   | 半套Y型（銜接） 匝道（銜接北入）                                                      | 2003年8月8日                                                                                       | 高雄潮州線、市道188號（南華路）                                                                          |                                       |
| 372                                             | 372   | 五甲     | 金福路                                                             | 鳳山                             | 半套鑽石型（銜接） 半套Y型（銜接三國通道）                                            | 1977年7月1日（北出南入銜接） 2010年2月（南出北入銜接三國通道）                                     | 市道188號（南華路） · 臨海路 · 三國通道⇒金福路 · →鳳山區五甲、前鎮區草衙、小港區                         |                                       |
| 373                                             | 373   | 高雄端   | 高雄航空站 中山四路（A） 漁港路（B） 高雄港 旗津（C） 高速公路終點 | 高速公路起點                     | 半套鑽石型（銜接）半套鑽石型 （銜接漁港路、草衙路）喇叭型A （銜接高雄港聯外高架道路） | 1977年7月1日 （銜接）2015年12月28日 （銜接漁港路、草衙路）2018年11月9日 （銜接高雄港聯外高架道路） | 台17線（中山四路） · 漁港路、草衙路 · 高雄港聯外高架道路 · →前鎮區、小港區、旗津區、高雄港、高雄國際機場 |                                       |

## 汐止五股高架道路
| 國道一號汐止五股高架道路路線設施里程一覽表 |      |            |                                                                       |                             |            |                                        |                                                                     |
| 標誌                                       | 里程 | 名稱       | 順樁預告                                                              | 逆樁預告                    | 形式       | 通車日                                 | 銜接道路 →聯絡地區                                                  |
|                                            |      |            |                                                                       |                             |            |                                        |                                                                     |
| 13                                         | 13.0 | 汐止端     | 台北 內湖（平面） 堤頂大道 五股（高架） 高架道路起點                  | 汐止 高速公路 高架道路終點  | 匝道       | 1997年                                 | 中山高速公路主線                                                    |
| 18                                         | 18.6 | 堤頂       | 堤頂大道                                                              | 堤頂大道                    | 匝道       | 1996年8月3日（北上） 1997年（南下）    | 堤頂大道、舊宗路 →內湖區、松山區、南港區 內湖科技園區、南港軟體園區 |
| 19.1                                       |      |            |                                                                       |                             |            |                                        |                                                                     |
| 20                                         | 20.2 | 下塔悠     | （僅北上出口）                                                        | 濱江街                      | 匝道       | 1996年8月3日                           | 濱江街、撫遠街、塔悠路 →松山區                                      |
| 23.8                                       |      |            |                                                                       |                             |            |                                        |                                                                     |
| 25                                         | 25.8 | 環北       | （僅北出南入）                                                        | 環河北路                    | 匝道       | 1995年7月（北上） 1996年8月3日（南下） | 環河北路 →士林區、大同區                                            |
| 26.0                                       |      |            |                                                                       |                             |            |                                        |                                                                     |
| 31.0                                       |      |            |                                                                       |                             |            |                                        |                                                                     |
| 32                                         | 32.6 | 五股轉接道 | 林口（平面） 新莊 五股（平面出口） 桃園機場 中壢（高架） 高架道路終點 | （僅南出北入） 高架道路起點 | 分叉轉換式 | 2013年4月20日                          | 中山高速公路主線                                                    |
| （下接五股楊梅高架道路）                   |      |            |                                                                       |                             |            |                                        |                                                                     |

## 五股楊梅高架道路
| 國道一號五股楊梅高架道路路線設施里程一覽表 |      |            |                                                                       |                                                          |            |                                                      |                                   |                                   |
| 標誌                                       | 里程 | 名稱       | 順樁預告                                                              | 逆樁預告                                                 | 形式       | 通車日                                               | 銜接道路 →聯絡地區                |                                   |
| （上接汐止五股高架道路）                   |      |            |                                                                       |                                                          |            |                                                      |                                   |                                   |
| 32                                         | 32.6 | 五股轉接道 | 林口（平面） 新莊 五股（平面出口） 桃園機場 中壢（高架） 高架道路起點 | （僅南出北入） 高架道路終點                              | 分叉轉換式 | 2013年4月20日                                        | 中山高速公路主線                  |                                   |
| 35                                         | 35.8 | 泰山轉接道 | （僅北出南入）                                                        | 五股（平面） 環河北路（高架）                            | 分叉轉換式 | 2013年4月20日                                        | 中山高速公路主線                  |                                   |
| 36－39                                     |      |            |                                                                       |                                                          |            |                                                      |                                   |                                   |
|                                            | 49   | 桃園       |                                                                       |                                                          | 匝道       | 未定                                                 | 台4線（僅北入）、桃17線（僅北入） | 台4線（僅北入）、桃17線（僅北入） |
| 52                                         | 52.7 | 機場系統   | 蘆竹 桃園機場                                                         | 桃園機場 蘆竹                                            | 單葉型     | 2013年4月20日                                        | 桃園環線                          |                                   |
| 59                                         | 59.7 | 中壢轉接道 | 快速公路 中壢（平面） 湖口 楊梅（高架）                               | 桃園 高速公路 中壢（平面） 桃園機場 五股（高架）         | 匝道       | 2012年12月16日（北出南入） 2013年4月20日（南出北入） | 中山高速公路主線                  |                                   |
|                                            | 60.3 | 中豐       |                                                                       |                                                          | 半套單葉型 | 預計2025年                                           | 市道113號 · →中壢區、大園區       | 市道113號 · →中壢區、大園區       |
| 70                                         | 70.0 | 校前路     | 龍潭 楊梅                                                             | （僅南出北入）                                           | 半套鑽石型 | 2017年10月20日                                       | 桃67線 · →楊梅區、龍潭區          |                                   |
| 71                                         | 71.0 | 楊梅端     | 高架道路終點                                                          | 中壢 快速公路（平面） 中壢 桃園機場（高架） 高架道路起點 | 匝道       | 2012年12月16日                                       | 中山高速公路主線                  |                                   |
|                                            | 71.0 | 楊梅轉接道 |                                                                       |                                                          | 匝道       | 2027年（南下） 2030年（北上）                        | 中山高速公路主線                  | 中山高速公路主線                  |
| 71.4 休息站 僅南下設置                     |      |            |                                                                       |                                                          |            |                                                      |                                   |                                   |
| （下接楊梅頭份高架道路）                   |      |            |                                                                       |                                                          |            |                                                      |                                   |                                   |
|                                            |      |            |                                                                       |                                                          |            |                                                      |                                   |                                   |

## 楊梅頭份高架道路
| 國道一號楊梅頭份高架道路路線設施里程一覽表 |      |            |          |          |        |                               |                                |                                |
| 標誌                                       | 里程 | 名稱       | 順樁預告 | 逆樁預告 | 形式   | 通車日                        | 銜接道路 →聯絡地區             |                                |
| （上接五股楊梅高架道路）                   |      |            |          |          |        |                               |                                |                                |
|                                            | 71.0 | 楊梅轉接道 |          |          | 匝道   | 2027年（南下） 2030年（北上） | 中山高速公路主線               | 中山高速公路主線               |
| － 隧道                                    |      |            |          |          |        |                               |                                |                                |
| － 隧道                                    |      |            |          |          |        |                               |                                |                                |
|                                            | 90.0 | 竹北轉接道 |          |          | 匝道   | 2027年（南下） 2030年（北上） | 中山高速公路主線（僅南出北入） | 中山高速公路主線（僅南出北入） |
|                                            | 99.6 | 新竹系統   |          |          | 單葉式 | 2027年（南下） 2030年（北上） | 福爾摩沙高速公路（僅南出北入） | 福爾摩沙高速公路（僅南出北入） |
|                                            | 108  | 頭份端     |          |          | 匝道   | 2027年（南下） 2030年（北上） | 中山高速公路主線               | 中山高速公路主線               |

## 規畫中或興建中的交流道

### 主線
| 國道一號路線設施里程一覽表 |       |            |          |          |                         |                               |                                       |                                       |
| 標誌                       | 里程  | 名稱       | 順樁預告 | 逆樁預告 | 形式                    | 通車日                        | 銜接道路 →聯絡地區                    |                                       |
|                            | 47.6  | 桃園系統   |          |          | 環狀型                  | 未定                          | 桃園航空城北側聯外高速公路            | 桃園航空城北側聯外高速公路            |
|                            | 71.0  | 楊梅轉接道 |          |          | 匝道                    | 2027年（南下） 2030年（北上） | 五股楊梅高架道路、 楊梅頭份高架道路   | 五股楊梅高架道路、 楊梅頭份高架道路   |
|                            | 75.9  | 湖口第二   |          |          | Y型                     | 審議中                        | 台1線 · →湖口鄉長安、楊梅區崩坡       | 台1線 · →湖口鄉長安、楊梅區崩坡       |
|                            | 108   | 頭份端     |          |          | 匝道                    | 規畫中                        | 楊梅頭份高架道路                      | 楊梅頭份高架道路                      |
|                            | 109.2 | 頭份第二   |          |          | 半套單點鑽石型          | 規劃中                        | →竹南科學園區                         | →竹南科學園區                         |
|                            | 118   | 造橋       |          |          | 半套鑽石型              | 規畫中                        | 苗14線 · →造橋鄉                      | 苗14線 · →造橋鄉                      |
|                            | 195   | 彰化第二   |          |          | 半套簡易鑽石型          | 規劃中                        | 縣道134號 · →彰化市、和美鎮           | 縣道134號 · →彰化市、和美鎮           |
|                            | 317   | 大洲       |          |          | 半套Y型                 | 預計2026年                    | 台南都會區北外環道路 →安南區、永康區  | 台南都會區北外環道路 →安南區、永康區  |
|                            | 345   | 岡山第二   |          |          | 鑽石型+北出半直接式匝道 | 預計2026年                    | 高28線（嘉新東路）⇒台19甲線 · →岡山區 | 高28線（嘉新東路）⇒台19甲線 · →岡山區 |
|                            |       | 高雄系統   |          |          | 未定                    | 2032年                        | 高屏第二東西向快速公路                | 高屏第二東西向快速公路                |

### 高架道路
| 國道一號高架道路路線設施里程一覽表 |      |            |          |          |            |                               |                                   |                                   |
| 標誌                               | 里程 | 名稱       | 順樁預告 | 逆樁預告 | 形式       | 通車日                        | 銜接道路 →聯絡地區                |                                   |
|                                    | 49   | 桃園       |          |          | 匝道       | 未定                          | 台4線（僅北入）、桃17線（僅北入） | 台4線（僅北入）、桃17線（僅北入） |
|                                    | 60.3 | 中豐       |          |          | 半套單葉型 | 預計2025年                    | 市道113號 · →中壢區、大園區       | 市道113號 · →中壢區、大園區       |
|                                    | 71.0 | 楊梅轉接道 |          |          | 匝道       | 2027年（南下） 2030年（北上） | 中山高速公路主線                  | 中山高速公路主線                  |
|                                    | 90.0 | 竹北轉接道 |          |          | 匝道       | 2027年（南下） 2030年（北上） | 中山高速公路主線（僅南出北入）    | 中山高速公路主線（僅南出北入）    |
|                                    | 99.6 | 新竹系統   |          |          | 單葉式     | 2027年（南下） 2030年（北上） | 福爾摩沙高速公路（僅南出北入）    | 福爾摩沙高速公路（僅南出北入）    |
|                                    | 108  | 頭份端     |          |          | 匝道       | 2027年（南下） 2030年（北上） | 中山高速公路主線                  | 中山高速公路主線                  |

## 現有交流道增設匝道
| 交流道名稱 | 聯絡道路                | 匝道形式 | 預定日期                                     | 預定日期      | 預定日期  |
| 交流道名稱 | 聯絡道路                | 匝道形式 | 進度                                         | 動工日        | 完工日    |
| ---------- | ----------------------- | -------- | -------------------------------------------- | ------------- | --------- |
| 五股       | 台65線 · 市道107甲線    | 北出北入 | 施工中                                       | 2023年5月28日 | 2027年4月 |
| 林口       | 市道105號               | 南出北入 | 施工中                                       | 2023年5月28日 | 2027年2月 |
| 桃園       | 五股楊梅高架道路        | 北入     | 招標中                                       | 未定          | 2029年    |
| 竹北       | 興隆路                  | 北出     | 納入年底五楊高架「楊頭」延伸工程的規劃內檢討 | 未定          | 未定      |
| 頭份       | 頭份聯絡道              | 南出北入 | 設計作業中                                   | 未定          | 未定      |
| 岡山       | 橋頭科學園區1-2計畫道路 | 全套     | 目前辦理規劃設計及環境影響評估作業中         | 未定          | 未定      |
| 楠梓       | 楠梓聯絡道              | 南出北入 | 納入高雄第三（楠梓）園區聯外交通整體計畫     | 未定          | 未定      |

### 文獻
- 陳俊. . 臺北市: 交通部運輸研究所. 1987.
- 交通部台灣區國道高速公路局. . 臺北縣. 1990–2005.
- 交通部台灣區國道新建工程局. . 台灣. 1995–2005.
- 廖肇昌等執行編輯. . 國道新建工程局. 2004. ISBN 978-957-01-6351-3.

## 外部連結
- 交通部高速公路局（页面存档备份，存于）
- 交流道、服務區里程一覽表（页面存档备份，存于）